# Conus capreolus
Conus capreolus é uma espécie de gastrópode do gênero Conus, pertencente à família Conidae.